# Nikolai Alexandrowitsch Morosow (Komponist)

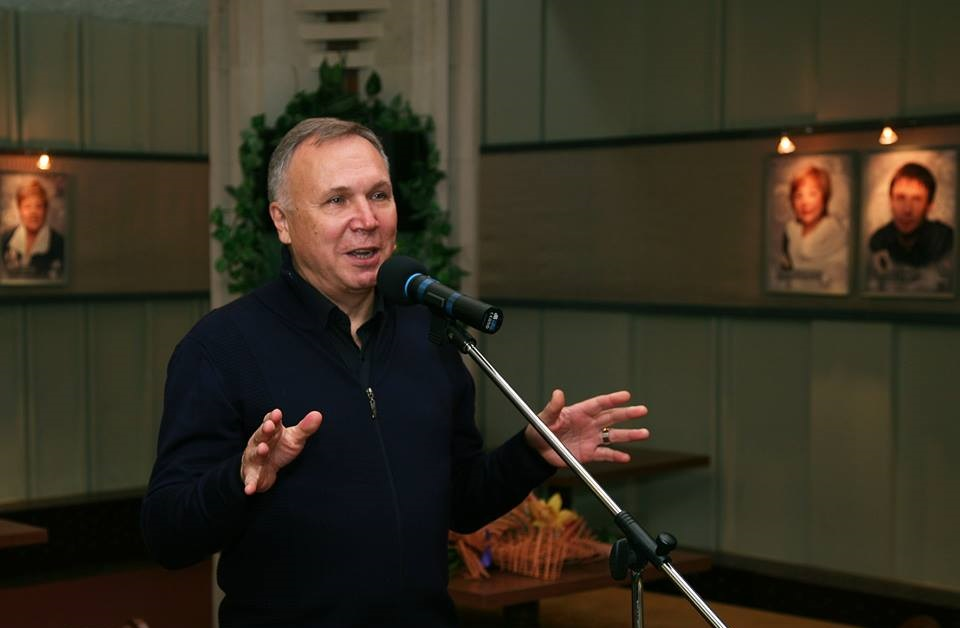
Nikolai Alexandrowitsch Morosow, 2013

Nikolai Alexandrowitsch Morosow (auch Nicolaï Morozov; russisch Николай Александрович Морозов, wiss. Transliteration Nikolaj Aleksandrovič Morozov; * 6. August 1956 in Samara) ist ein russischer Komponist, Vokal- und Musikpädagoge, der hauptsächlich als Kammer- und Theatermusiker bekannt ist.

## Biographie
Nikolai Morosow stammt aus einer Familie von Ingenieuren. Seit seiner Jugend erhielt er Akkordeonunterricht bei Irine Lunz. Er erlernte Klavier, Gitarre, Flöte und andere Instrumente. 1982 schloss er die Sysraner Hochschule für Musik als Musiktheoretiker mit Auszeichnung ab. Es folgte ein Kompositionsstudium am Ural-Konservatorium in Jekaterinburg, das er 1987 beendete. Nach dem Abschluss der Assistenz im Jahr 1989 wurde er Dozent für Komposition und Orchestrierung im Ural-Konservatorium und parallel dazu musikalischer Leiter des Staatlichen Puppentheaters in Jekaterinburg.
1993 zog er zusammen mit seiner Ehefrau, der Sopranistin Elena Morosowa, nach St. Petersburg um. Dort war er als Musiker und Pädagoge im St. Petersburger Konservatorium und als Leiter der musikalischen Abteilung der Russischen Oleg Gorbatschow-Dramenhochschule tätig. Von 1998 bis 2013 war er Musikdirektor des Towstonogow-Dramentheaters und seit 2013 Musikdirektor des Russischen Litejnyj-Dramentheaters in St. Petersburg.
Morosow ist weithin bekannt als Theaterkomponist. Mehr als 80 Theaterstücke mit seiner Musik wurden bisher auf Bühnen in Theatern Russlands, Deutschlands, Litauens, Italiens, Rumäniens, Griechenlands, Spaniens, Japans, Tschechiens, der Ukraine und der Schweiz aufgeführt.
In seiner Kammermusik experimentiert der Komponist mit Volksinstrumenten und verwendet Volksmotive als Inszenierungsmittel. Er spielt auch gern mit dem akustischen Raum der Bühne. In seiner Mono-Oper „Prost“ zum Text von Arkadi Awertschenko bringen sich Musikanten in das Bühnengeschehen ein, so dass die Grenze zwischen dem Orchester und dem Zuschauerraum während der Inszenierung verschmilzt.
Internationale Aufmerksamkeit erregte er u. a. durch Projekte, die in Kooperation mit Künstlern aus Deutschland, Litauen, den USA und der Schweiz verwirklicht wurden, darunter das Weiße Theater, das mit Unterstützung der Deutschen Botschaft in Russland zu Botschaftszeiten von Ernst-Jörg von Studnitz umgesetzt wurde, die internationalen Performance-Festivals unter Leitung von Sebastian Kaiser und Roman Marcholia, die russisch-amerikanischen Musical-Projekte in St. Petersburg u. a. In Ergänzung dazu schreibt Morosow Kammermusik für das Schweizer Ensemble von Dimitri Ashkenazy.
Morosow wohnt und arbeitet in St. Petersburg, er führt Meisterklassen zur Instrumentenkunde, schauspielerischen Vokalkunst, Mehrstimmigkeit im Theater durch. Außerdem nimmt er regelmäßig als Experte an musikalischen Wettbewerben und Veranstaltungen für Musiker und Schauspieler in Russland, Belarus und anderen Ländern Europas teil.
Einige Partituren des Komponisten sind im Verlag Cédric Bosson & Jean-Paul Greub in der Schweiz erschienen.

## Kompositionen (Auswahl)
- Nostalgic suite. Für A-Klarinette und Gitarre. HG éditions, Bosson & Greub, Bern 2005
- Inachèvement. Für Flöte, A-Klarinette und Gitarre. HG éditions, Bosson & Greub, Bern 2006
- Aria. Solo instruments en C, B♭, alto ou basse [et] piano. HG éditions, Bosson & Greub, Bern 2006
- Le Pessimiste et l´Optimiste. Für zwei Klaviere. HG éditions, Bosson & Greub, Bern 2006
- La Tempȇte. Für Flöte, Violoncello und Klavier. HG éditions, Bosson & Greub, Bern 2006
- Sonnet [Musique imprimée]. alto & piano. HG éditions, Bosson & Greub, Nyon 2007